# Кроппер, Стив
Стив Кроппер (англ. Steven Lee "Steve" Cropper, род. 21 октября 1941 — американский гитарист, композитор, музыкальный продюсер. Наиболее известен как гитарист Booker T. & the M.G.’s — штатной студийной группы лейбла Stax Records, — аккомпанировавший таким исполнителям, как Отис Реддинг, Sam & Dave, Карла Томас, Руфус Томас и Джонни Тейлор, а также на многих из этих записей выступавший в роли продюсера. Позже прославился как участник группы the Blues Brothers.
В 2003 году в своём «списке ста величайших гитаристов всех времен» журнал «Роллинг стоун» поместил Кроппера на 36 место, а в 2011 году (в новой версии списка) — на 39-е.

## Дискография
- 1971: With a Little Help from My Friends
- 1981: Playin' My Thang
- 1982: Night After Night
- 1991: Jammed Together (c Альбертом Кингом и Попсом Стейплсом)
- 2007: This Is ... Steve Cropper & His Friends
- 2008: Nudge It Up A Notch
- 2010: Midnight Flyer
- 2011: Dedicated – A Salute to the 5 Royales (посвящение группе The «5» Royales)